# Grande croix de Monasterboice
La Grande croix occidentale de Monasterboice est une haute croix celtique située dans les ruines du monastère de Monasterboice, en Irlande. Elle fait partie avec la Croix de Muiredach et la Croix nord des 3 hautes croix celtiques du site, parmi les plus célèbres d'Irlande.
Elle est la plus haute croix celtique du haut de ses 7,10 m, plus mince et plus élancée que la Croix de Muiredach qui est plus large et plus petite.
Comme dans toutes les croix irlandaises médiévales, elle reprend la forme d'une croix latine qui s'inscrit dans un anneau, forme artistique typique des croix celtiques et de l'art insulaire devenues le symbole du christianisme en Irlande. Bien que la date de sa construction reste inconnue, les historiens estiment que son édification peut être datée du VIIIe siècle apr. J.-C.

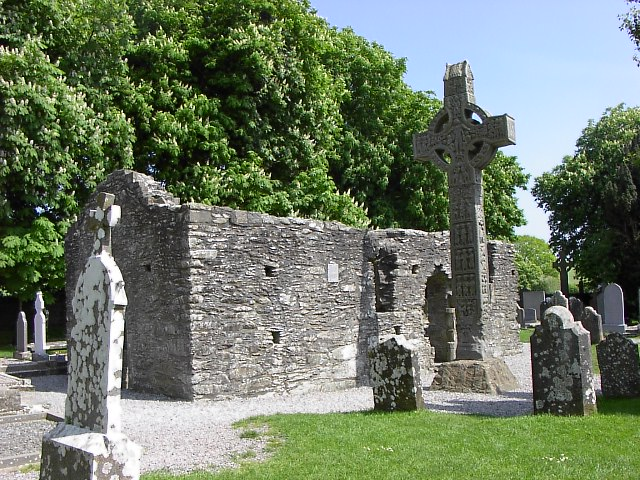
La Grande Croix occidentale de Monasterboice.

## Description

### Dimensions

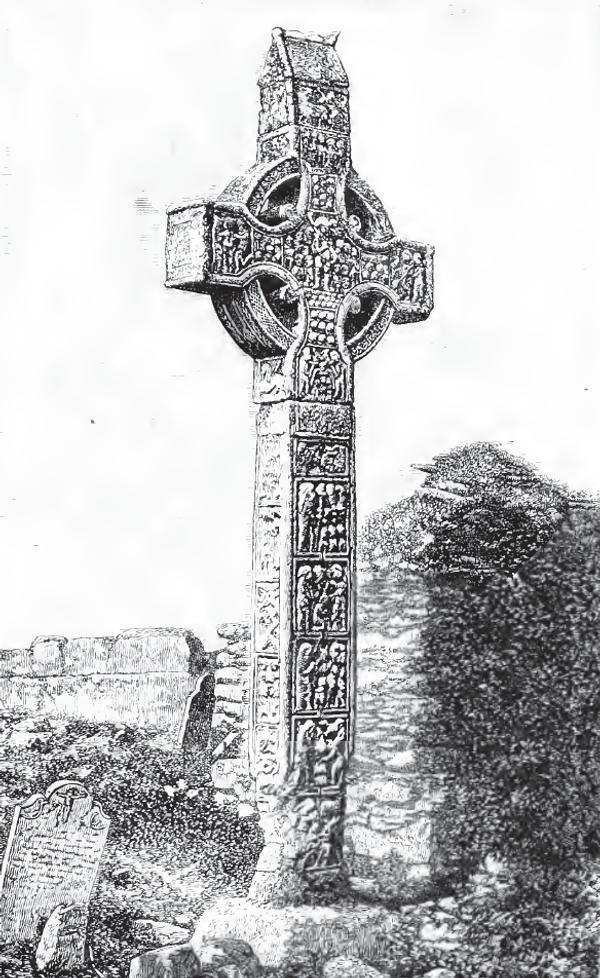
La Grande croix occidentale de Monasterboice dessinée par Margaret Stokes au XIXe siècle.

La grande croix de Monasterboice mesure 7,10 mètres de haut, 2,13 mètres de largeur au niveau des bras, la base du tronc mesure 0,64 mètre de largeur, et 0,40 mètre d'épaisseur. Elle repose sur une base de 1,40 mètre carré de large, et sur une hauteur de 0,65 mètre. C'est le meilleur exemple des grandes croix celtiques préservées en Irlande. La croix ainsi que l'anneau sont l'une des pièces les mieux préservées de l'art sculptural des grandes croix celtiques irlandaises qui ont pu arriver jusqu'à nous. L'apparence de la croix laisse à penser que le tronc et la croix ont été travaillés par le même sculpteur.

### Matériaux
La croix n'est pas composée de deux pierres, comme c'est le cas généralement, mais de trois pierres séparées : un corps, un tronc et un sommet. La base peut aussi être considérée comme une quatrième pierre. 
Le corps et le tronc ne sont pas de la même couleur que celle des autres pierres, ce qui laisse penser que ce ne sont pas les originales (en Irlande du Nord, il n'est pas rare de voir des croix composées de pierres différentes, qui sont  rajoutées des années après la construction). Les pierres du tronc et du corps viennent pourtant de la même carrière.

### Comparaison avec la croix de Muiredach

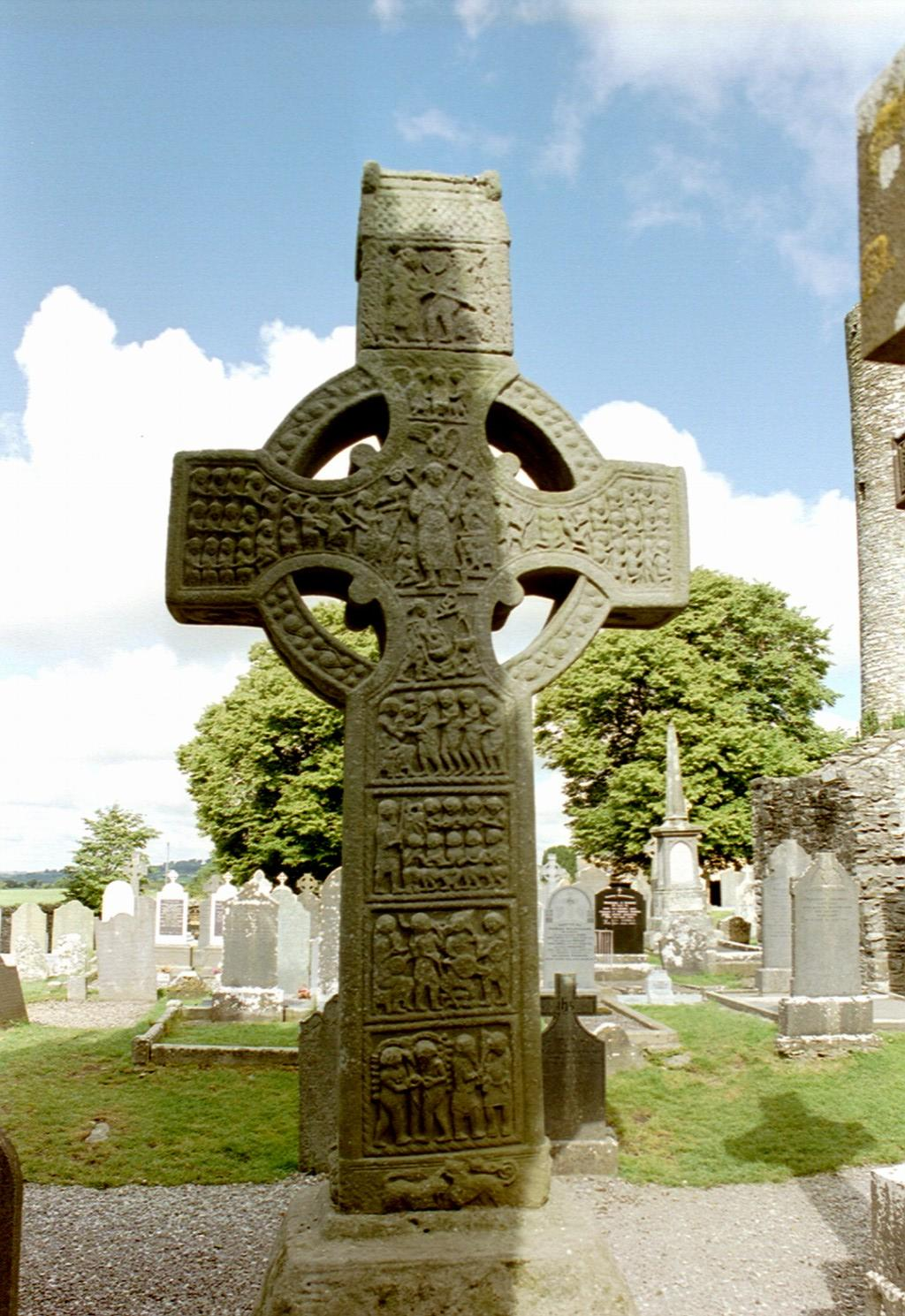
La croix de Muiredach.

Le relief y est plus important que sur la croix de Muiredach; la scène où Moïse fend le rocher y est plus « bosselée » par exemple.  Les personnages y sont représentés de manière figée, ce qui prouve de l'ancienneté de la sculpture. En effet, au Haut Moyen Âge, on ne savait et n'osait pas représenter des personnages saints et bibliques de manière réaliste (cette évolution artistique et mentale datant du Moyen Âge tardif). L'ordre des représentations bibliques y est aussi différent. Sur la croix de Muiredach, la seconde scène représentée est par exemple celle de David et Goliath, et vient juste après la troisième scène (Moïse faisant jaillir l'eau du rocher) alors que sur la Grande croix, l'ordre des scènes est désordonné chronologiquement.
Elle peut aussi être considérée comme plus ancienne puisque grâce à son inscription, la croix de Muiredach a pu être datée des débuts du Xe siècle (vers 900 - 920).

## La croix dans son contexte

### Contexte historique: Histoire de Monasterboice

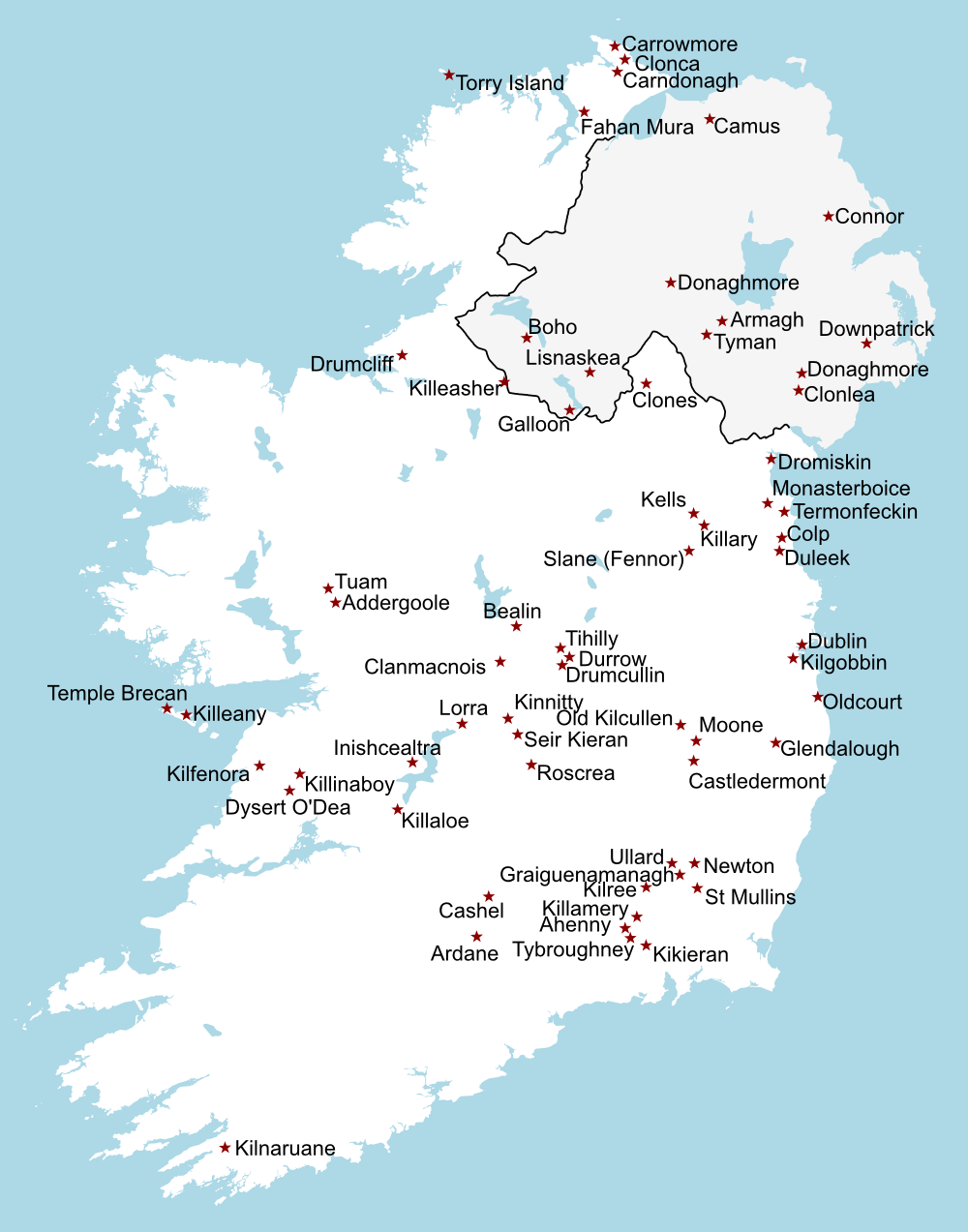
Carte des grandes croix celtiques en Irlande.

Le site ecclésiastique de Monasterboice fut construit vers la fin du Ve siècle ; c'était un établissement mixte, ce qui était assez rare à cette époque mais qui était tout de même présent dans certains autres monastères, tels que Kildare et Clonmacnoise. Deux autres fondations ecclésiastiques semblent être également liées à Saint Buite, qui sont situées à Toberboice et Mell dans le comté de Louth. Le monastère était situé entre le territoire des Ciannachta, qui était reconnu comme l'un des peuples les plus soumis à celui de Brega

## Analyse
Les Hautes croix irlandaises sont reconnues dans le monde entier comme étant des symboles artistiques et religieux datant du Haut Moyen Âge. On les retrouve souvent autour des églises, elles peuvent être simples (sans décorations) ou bien décorées. Elles ont plusieurs fonctions : liturgiques (religieuses), cérémonielles et symboliques. Elles étaient également utilisées comme des repères de sanctuaires.

Les plus grandes croix ainsi que les croix simples se trouvent à l'Abbaye de Durrow, l'Abbaye de Kells et à Monasterboice. Ces grandes croix sont décorées  à l’aide de panneaux sculptés inspirés des thèmes bibliques et influencés par l’Antiquité et le début du Moyen Âge à Rome. Ces panneaux étaient originellement peints mais les peintures n’ont pas survécu au temps. Les premières croix étaient fabriquées en bois avec des  panneaux ornés de feuilles de bronze, elles étaient sans doute plus petites que les Grandes croix qui sont encore présentes aujourd’hui. Les grandes croix tirent leur origine de version en pierre décorées de bois ou de croix en métal. Ces croix en pierre sont aujourd’hui considérées comme la dernière phase du développement des Grandes croix. Les Grandes Croix irlandaises sont considérées comme dérivées des croix en pierre du Royaume-Uni, où elles sont devenues populaires durant le VIIIe siècle.
Elles sont composées de la plus grande diversité de sculptures bibliques de toute l’Europe datant de 750 à l'An Mil de notre ère. À Monasterboice, les scènes représentées sur la Croix de Muiredach et la Grande Croix occidentale proviennent de l'Ancien Testament et du Nouveau Testament, en particulier du Livre de la Révélation (ou Apocalypse selon Saint Jean selon les faces.

### Face est

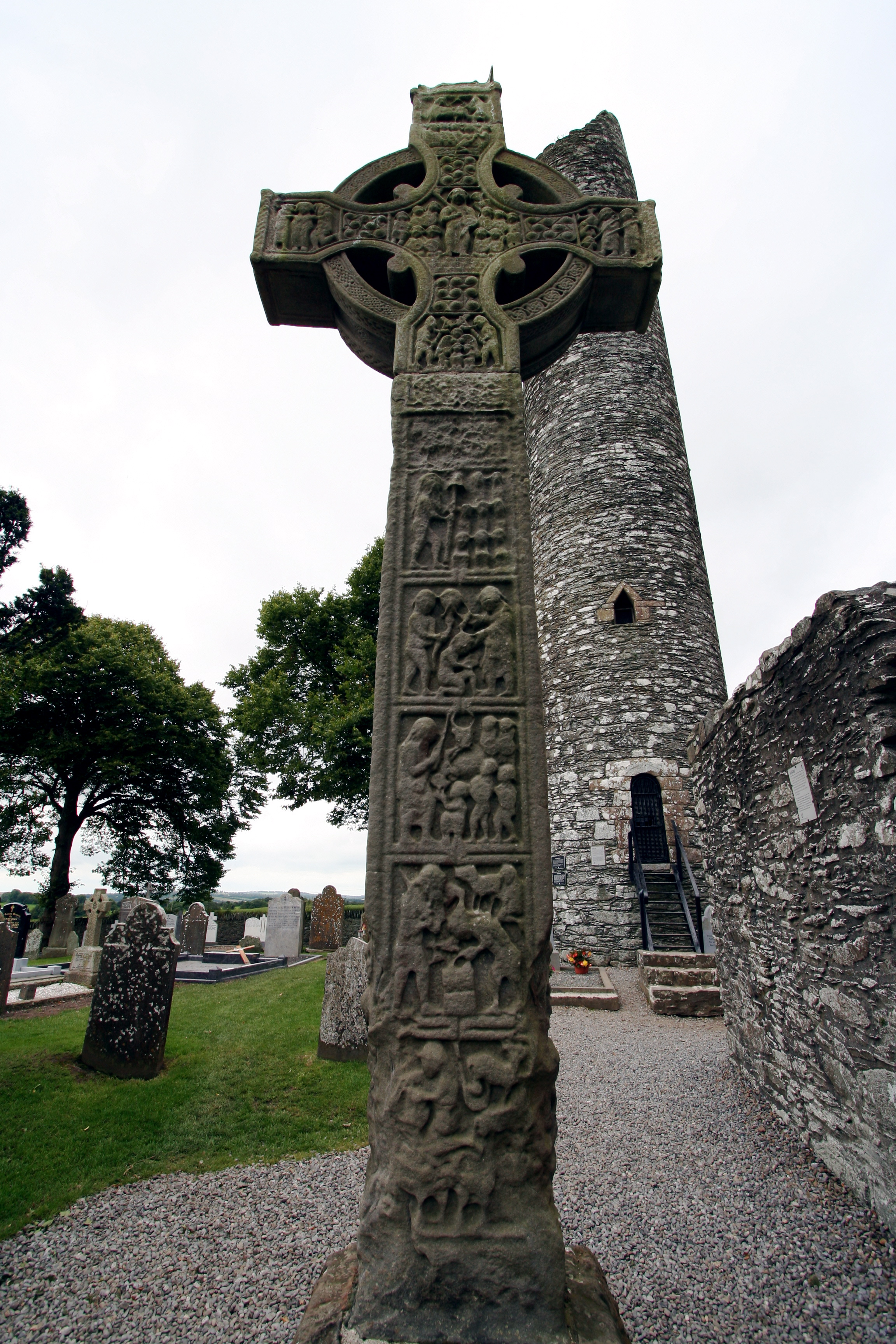
Face est de la Grande croix.

#### Corps
La croix - comme l'ensemble des croix et des représentations artistiques médiévales comme les vitraux - se lit de bas en haut. Sur la base, on peut distinguer difficilement un animal. Il est ensuite représenté « David égorgeant le Lion » puis « Abraham et le sacrifice de son fils Isaac », « Moïse faisant jaillir de l'eau d'une pierre sur le Mont Horeb », « David avec la tête de Goliath oint par le prophète Samuel », « Samson renversant les piliers du Temple » et pour finir « Élisée flottant au ciel ».

Juste après ces scènes, se trouvent un panneau orné de spirales qui sépare le corps et la tête de la croix.
- David égorgeant un lion

Il se trouve sur le dos de ce dernier et lui maintient les mâchoires ouvertes pour ensuite l'égorger. Il veut prouver au Roi Saül qu'il peut gagner bien que Goliath soit plus âgé plus expérimenté et plus fort que lui. Cette scène extraite du premier livre de Samuel dans l'Ancien Testament.
- Le Sacrifice d'Isaac

Abraham est représenté comme un homme barbu, sa main  droite tient une épée ou un long couteau au-dessus de son épaule. Il porte quelque chose pouvant allumer un feu avec un sa main gauche. Devant lui, son fils Isaac fait une révérence. Dans sa main gauche il tient les chaînes qui attachent le faisceau du  bâton et il le pose sur l'autel devant lui. Dans sa main droite il tient une hache avec le bois qui a été coupé derrière. Isaac s'apprête à mourir, mais l'Ange du Seigneur apparaît juste à temps pour arrêter le geste d'Abraham et lui demander de sacrifier pour l'amour de Dieu le bélier présent, dont les cornes sont prises dans un buisson. Ici l'attention est plus portée sur Isaac comme une victime innocente de l'Ancien Testament car son père l'aurait tué, si l'Ange de Dieu n'était pas intervenu.
- Moïse faisant jaillir l'Eau du rocher sur le Mont Horeb

Un autre exemple montrant Dieu sauvant le Bien est représenté dans le troisième panneau. Dieu offre la possibilité à Moïse de fournir de l'eau aux Hébreux pour prévenir leur mort dans le désert et apaiser leur doutes en montrant qu'il est avec Moïse et avec eux. 
- David et Goliath / David oint par Samuel
- Samson renversant les piliers du Temple[7]
- Élisée[8]

#### Tête
La croix a souffert de l'érosion, mais la texture de la tête est mieux conservée; plus de détails sont donc encore identifiables.
- Trois enfants dans une fournaise ardente

C'est la première scène biblique de la tête de la croix, et la mieux conservée.

Les enfants sont de jeunes Hébreux qui devaient être brûlés vifs dans une fournaise de Babylone. Ils sont sauvés l'Ange du Seigneur qui déploie ses ailes pour les protéger.

Un soldat s'approche des flammes avec du bois et un tisonnier pour attiser le feu, en soufflant dans un cor (peut être en référence au Livre de Daniel).

Nabuchodonosor II, le Roi de Babylone aurait prononcé ces paroles à propos des trois enfants qui ont échappé aux flammes : « Béni soit le dieu de  Shadrach, Meschach et Abednego, qui a envoyé son ange pour délivrer ses serviteurs qui croyaient en lui », ce qui fait très nettement référence à l'aide divine.

Cette scène de la croix montre comment Dieu sauve des dangers (dans ce cas mortel) tous ceux qui croient en lui.

#### Anneau
David et les Hébreux
Sur cette scène, un personnage au centre sur des vagues ou des nuages. Il est vêtu d'un long vêtement et tient une épée et un bouclier dans sa main gauche.
De chaque côté de lui, d'autres personnages sont à genoux et portent aussi des protections. Un petit personnage regarde au niveau de sa tête. On peut se poser la question de savoir si le petit personnage à côté de sa tête est humain ou si c'est un ange.
Beaucoup ont débattu au sujet de l'identité du personnage central, une grande majorité ont au départ pensé qu'il s'agissait du Christ parce qu'il était entouré de onze autres personnages, qui pouvaient être les Apôtres sans Judas.  Mais la présence de l'épée et du bouclier contredit cette théorie sur le Christ et ils ont associé ces onze personnages à ceux de l'Ancien Testament, et remplacé le Christ par le Roid David.
David apparaît comme le personnage le plus important de la croix  puisqu'il est représenté à plusieurs reprises, deux fois sur le troisième panneau du haut et une fois sur le côté nord, sans suivre l'ordre chronologique. Il porte toujours son bouclier.
Sur la tête de la face est, on retrouve ainsi David entouré par les soldats hébreux.
La Tentation de saint Antoine
Cette scène est située sur le bras sud de la croix. Un personnage portant un long vêtement y est représenté ainsi que deux têtes d'animaux à ses côtés, l'un étant un ours mais il n'y a aucune certitude et l'autre restant inconnu. Plusieurs interprétations existent, notamment celle de la représentation de la Tentation de Saint Antoine dans le désert.
La chute de Simon le Mage
Cette scène qui correspond au bras nord, montre deux hommes portant de longs vêtements. Ils dirigent la pointe de leur bâton vers un petit personnage tombant et représenté à l'envers, tenant une crosse et ayant une crête ou une plume sortant de la tête de son vêtement. À partir de cette suggestion, l'interprétation la plus convaincante est celle de l'histoire de la chute de Simon le Mage. Les deux hommes avec leurs bâtons pourrait alors être Saint Pierre et Saint Paul, bien que Paul ne soit pas impliqué dans l'histoire de la chute de Simon le Mage. Saint Pierre est probablement représenté sur une autre face de la croix, surement au sommet de l'anneau.
Le sauvetage de Saint Pierre
Sur la plus haute scène de l'anneau, il y a cinq personnages qui sont sur un radeau. Quatre de ces cinq rament pendant que le cinquième à l'extrême droite essaye de tendre sa main à un autre qui est en train de se noyer. Le Christ tend sa main à Saint Pierre pour essayer de le sauver parce qu'il a voulu marcher sur l'eau et a commencé à couler. Donc ce dernier doit avoir la foi pour être secouru. Cette scène fait écho au doute des Hébreux, dans la scène où Moïse fait jaillir de l'eau d'un rocher, scène qui est présentée plus bas.

### Face ouest

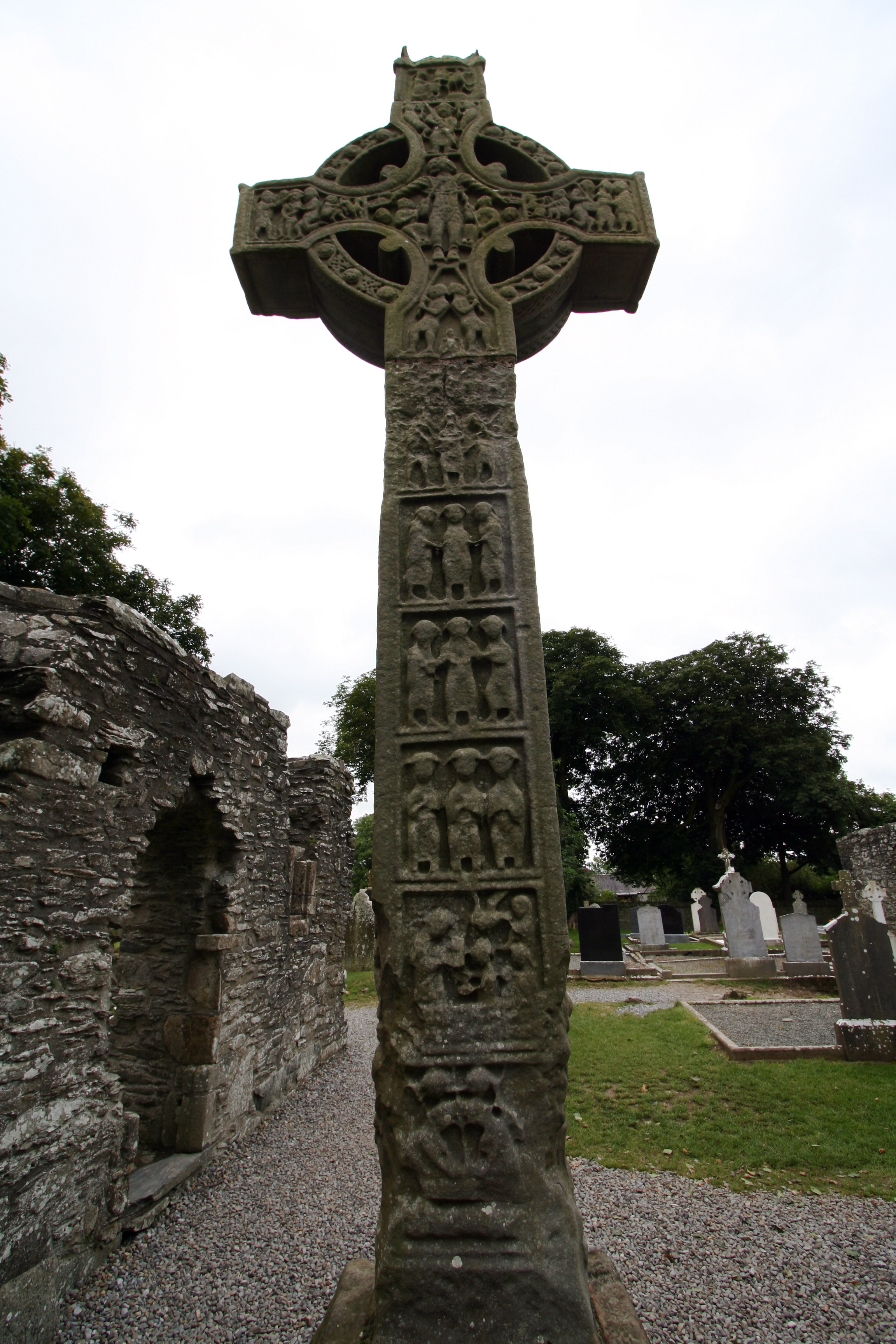
Face ouest de la Grande Croix.

#### Corps
Une majorité de la face ouest est détériorée à cause du climat et de la population qui ne se gêne pas pour emporter des morceaux de la croix comme talisman.
- Le Christ au tombeau

On y voit le tombeau où repose le corps du Christ, et les gardes qui s'endorment. S'il y avait un oiseau, qui représenterait la vie, on pourrait croire que la scène correspond à la Résurrection du Christ. Mais, il n'est pas présent.
- Le Baptême du Christ

On y voit le baptême du Christ. Saint Jean-Baptiste sur la gauche, un livre dans la main, baptise le Christ qui est immergé dans le Jourdain. Au-dessus de la tête du Christ, un oiseau représente le Saint Esprit.

Sur la droite, deux anges apportent une serviette pour le Christ qui sort du fleuve.

La scène  est importante parce qu'elle évoque le baptême qui était à l'époque un des deux seuls sacrements reconnus par l'Église (l'autre étant l'Eucharistie).

Les eaux purifient le baptisé; cela représente donc un nouveau départ, une nouvelle vie.
- Saintes femmes au tombeau ?

Les 4 panneaux du haut suivent le modèle présent sur la Croix de Muiredach.

Sur le plus bas d'entre eux, se trouvent trois personnages, dont deux qui semblent tenir quelque chose dans leurs bras fléchis. Peut-être est-ce la scène des Trois saintes femmes allant au tombeau le dimanche de Pâques, complétant ainsi le Christ au Tombeau.
- Le Christ remettant à Saint Pierre les clés du Royaume

Sur le second, à gauche, on peut voir un Christ moustachu donnant les clés du Royaume à Saint Pierre.
- Le Christ et Saint Paul

À droite, analogue à la face ouest, on retrouve Saint Paul et le Christ, en toge, de profil, mais la tête tournée vers le spectateur.

#### Tête
- Scène centrale : la Crucifixion

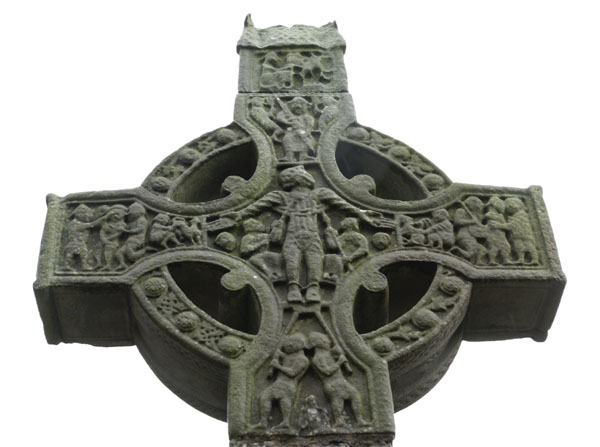
Tête de la face ouest de la Grande croix.

La scène centrale de la tête de la face ouest de la croix représente la Crucifixion du Christ. Sa tête inclinée indique qu'il est déjà mort. Il porte un vêtement en cordes qui s'étend de ses poignets jusqu'à ses genoux. Ses jambes sont liées.

Deux soldats sont placés de part et d'autre de son corps : à gauche, Stephanon tient une éponge imbibée de vin ; à droite  saint Longinus pointe sa lance en direction du Christ. Cette scène est similaire à celle de la croix de Muiredach; ici les soldats sont plus proches de Jésus.

Sous les mains du Christ, on aperçoit deux visages humains : un représentant le soleil, l'autre la lune.
Toutes les scènes des bras de la croix font référence à des épisodes de la Bible qui se sont passés juste avant la mort de Jésus.
L'interprétation des figures des bras est et ouest est controversée. À gauche et à droite du Christ se trouvent deux corps demi-accroupis, retenant un animal ressemblant à un coq.
- Bras ouest : le Christ moqué

Sur le bras ouest, le personnage central est un Juif qui s'est moqué du Christ lors de la Crucifixion ; à sa droite, un homme le tient par le bras, un autre, à sa gauche, lui donne des coups.
- Bras est : le Reniement de Pierre

On peut voir à droite un homme se réchauffant les mains sur un brasero comme dans le tribunal de Caïphe. Un soldat est représenté à gauche, tandis qu'au milieu se trouve une jeune fille qui semble être une domestique du Grand Prêtre, c'est elle qui reconnut saint Pierre comme un apôtre du Christ.
- Bras nord : l'Arrestation du Christ

Le personnage central est identifié comme étant saint Pierre, il est muni de son épée et de son bouclier. Dans cette scène, il coupe l'oreille de Malchus, un serviteur du grand prêtre  qui venait arrêter le Christ. Ce dernier guérit l'oreille. On ne distingue pas ce qu'ont dans leurs mains les deux personnages sur les côtés.
- Bras sud

Au milieu, on distingue une figure accroupie, similaire à celle des bras ouest et est, elle serre dans ses bras un objet rond. Des soldats arrêtant le Christ l'entourent.
- Clef de voûte

Sur la clef de voûte, très abîmée, on peut logiquement deviner qu'il s'agit de Pilate se faisant laver les mains par un serviteur ou un soldat.

#### Anneau
L'anneau est décoré de hauts-reliefs hémisphériques reliés par des ornements représentant des animaux et par des bossages (sur le quadrant inférieur gauche). Ces motifs rappellent ceux du calice d'Ardagh.

### Face nord
Lorsqu'on regarde la face Nord, il faudrait en même temps regarder les scènes de l'Ancien Testament de la face Est. On peut voir la tête du Roi David. Il tient dans sa main gauche un bouclier, et un globe impérial (un symbole de pouvoir) dans sa droite. À côté de sa tête, se trouve un oiseau représentant peut-être le Saint Esprit. Deux scènes plus haut, nous pouvons voir une représentation du prophète Daniel dans la fosse aux lions. Encore plus haut nous pouvons voir deux animaux usés par le temps. Le bas de l'anneau a de longs et minces panneaux verticaux bordés par de petits rouleaux encadrant la scène par un décor en relief dans un style similaire à celui qu'on peut trouver sur la croix des pierres tombales de Clonmacnoise mais sans les bras. Le bout des bras est très similaire à des décorations d'orfèvreries. Au sommet de la croix nous trouvons huit motifs d'entrelacs bosselés.

## Conservation de la croix

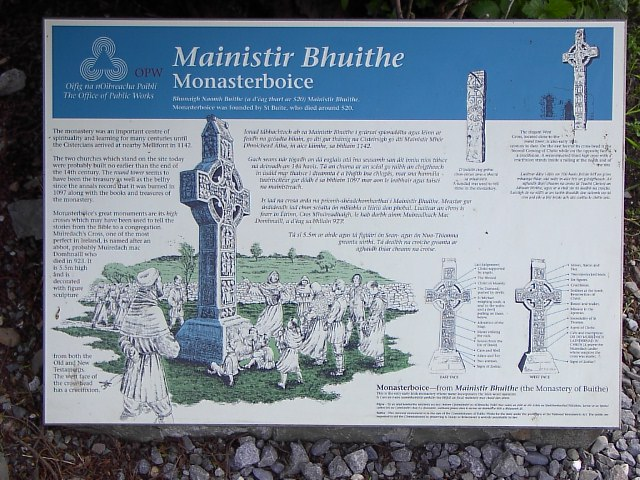
Panneau d accueil du site présentant les 2 croix principales.

Environ 70 000  à   100 000 visiteurs sont recensés par année sur le site de Monasterboice. 
Parmi eux, on trouve des familles qui s'y rendent pour accéder au cimetière, des touristes locaux ou internationaux. En été, l'accumulation de l'arrivée de cars contribue à la pollution du site.
La Grande croix est très endommagée à cause de la pluie, de la pollution, et du calcaire. De plus, les pèlerins, en guise de souvenir, prennent souvent un morceau de grès en bas de la croix. Elle est également endommagée par les touristes qui essayent de grimper sur la croix ou qui montent sur sa base pour prendre des photos.